# Ellipes eisneri
Ellipes eisneri is een rechtvleugelig insect uit de familie Tridactylidae. De wetenschappelijke naam van deze soort is voor het eerst geldig gepubliceerd in 2005 door Deyrup.